# موج اخراج استادان دانشگاه‌های ایران
موج اخراج استادان دانشگاه‌های ایران در تابستان ۱۴۰۲ اتفاق افتاد. اخراج از دانشگاه، تعلیق، قطع یا کاهش حقوق، بازنشستگی اجباری، احضار توسط حراست دانشگاه، احضار از سوی نهادهای امنیتی و در نهایت محرومیت از فرصت‌های حرفه‌ای، بودجه‌های مطالعاتی و پروژه‌های علمی، از جمله فشارهایی است که بر استادان دانشگاه‌های ایران در این مدت وارد شد و در آستانه سالگرد کشته‌شدن مهسا امینی، شتابی مضاعف پیدا کرد.

## پیشینه
از زمان آغاز جنبش دانشجویی ۱۴۰۱ ایران در میانه جنبش زن، زندگی، آزادی، علاوه بر بازداشت‌های گسترده و اخراج و تعلیق دانشجویان معترض، شماری از استادان دانشگاه‌های ایران به خاطر حمایت از دانشجویان معترض از کار تعلیق یا اخراج شدند.
در ایران امور مهمی مانند سیاست‌گذاری و به ویژه جذب هیئت علمی و انتصاب روسای دانشگاه به شورای عالی انقلاب فرهنگی واگذار شده‌است. موج اخراج‌های ۱۴۰۲ مستند به مصوبه‌ای است که این شورا یک ماه پس از روی کار آمدن دولت ابراهیم رئیسی ابلاغ کرده بود. در این مصوبه، خطاب به هیئت‌های عالی جذب اعضای هیئت علمی «شرایط قطع همکاری با اساتید» قید شده‌است.
همچنین توسط شورای عالی امنیت ملی از وزارت علوم، تحقیقات و فناوری و وزارت بهداشت، درمان و آموزش پزشکی خواسته شده که ترتیب استخدام ۱۵ هزار عضو هیئت علمی همسو با حکومت اسلامی داده شود. این شورا همچنین اعضای هیئت علمی دانشگاه‌های ایران را به عنوان بزرگ‌ترین عامل خیزش ۱۴۰۱ ایران معرفی کرده‌است.

## اخراج‌شدگان
علی شریفی زارچی، عضو هیئت علمی بیوانفورماتیک و هوش مصنوعی دانشکده مهندسی کامپیوتر دانشگاه صنعتی شریف، آمنه عالی و حمیده خادمی، دو عضو هیئت علمی دانشکده روان‌شناسی و علوم تربیتی دانشگاه علامه طباطبائی، داریوش رحمانیان، استاد تاریخ دانشگاه تهران، ممنوع‌التدریسی مسعود علیا و امیر مازیار، استادان فلسفه دانشگاه هنر تهران همچنین اخراج احمد شکرچی عضو هیئت علمی گروه جامعه شناسی دانشگاه‌ شهید بهشتی.
ابراهیم سلیمی کوچی، دانشیار ادبیات تطبیقی، نویسنده و برنده جایزه‌ی جهانی «ایکساد» هم پس از امضای دو‌بیانیه در حمایت از دانشجویان زندانی از دانشگاه اصفهان اخراج گردید. 

## واکنش‌ها
محمدرضا عارف، معاون اول پیشین و حال حاضر رئیس‌جمهوری ایران که ریاست کانون صنفی استادان دانشگاهی را برعهده دارد، در اعتراض به «روند حاکم بر هیاتهای جذب در دانشگاه‌ها» از سمت خود در هیئت جذب دانشگاه شریف استعفا کرد.
حسن روحانی، رئیس‌جمهور پیشین ایران، در گفتگو خبرگزاری جماران گفت «ما باید حرمت دانشگاه و اساتید را حفظ کنیم. شکستن حرمت دانشگاه و اساتیدی که برخی از آنها به‌نام و فرهیخته هستند و جدا شدن از دانشگاه برای دانشجویان، علم و کشور خسارت است.»
روزنامه کیهان با انتشار سرمقاله‌ای در اعتراض به حمایت حمید ضرابی‌زاده، رئیس دانشکده مهندسی کامپیوتر دانشگاه شریف از شریفی زارچی «خواهان برخورد شدیدتری با برخی از این اساتید» شده‌است.
جمعی از دانشجویان رشته فلسفه هنر دانشگاه هنر، دانشجویان دانشگاه شهید بهشتی و دانشجویان دانشکده حقوق دانشگاه گیلان در بیانیه‌های جداگانه‌ای با اعتراض به موج اخراج استادان دانشگاه، آن را ناشی از «جزم‌اندیشی» و «تمامیت‌خواهی» مقام‌های جمهوری اسلامی خواندند.
کارزاری که جمعی دانشجویان و فارغ‌التحصیلان دانشگاه شریف در «اعتراض به اخراج علی شریفی زارچی» راه‌اندازی کردند، روز جمعه ۹ شهریور ۱۴۰۲ به بیش از ۱۳ هزار امضا رسید.
کانون صنفی استادان دانشگاهی ایران روز یکشنبه ۵ شهریور در بیانیه‌ای با اشاره به تشکیل «صدها پرونده» برای استادان دانشگاه به موج اخراج استادان اعتراض کرد و خواهان توقف روند «احضار» و «اخراج» استادان دانشگاه‌ها شد. کانون نویسندگان ایران نیز با انتشار بیانیه‌ای ضمن اعتراض به اخراج استادان دانشگاه، نسبت به «تنگ‌تر شدن حلقه سرکوب دانشگاه» و «تکرار فاجعه تصفیه دهه ۶۰ دانشگاه‌ها» هشدار داد.